# IBM 386SLC
Der IBM 386SLC war eine von Intel lizenzierte Version des i386SX. IBM überarbeitete diesen und ergänzte ihn mit einem Powermanagement und einem 8 kB großen L1-Cache. Dank des L1-Caches wurde der 386SLC schneller als ein i386DX mit gleicher Taktfrequenz und zudem deutlich günstiger.

## Einsatzort
Der IBM-intern als Super Little Chip bezeichnete SLC wurde in den IBM PS/2 Serien 35, 40 und 56 und einigen IBM ThinkPads eingesetzt, erreichte aber keinen großen Marktanteil. Außerdem bot man ihn als Upgrade-CPU für die IBM PS/2 Serie 25 an.

## Technische Daten

### 386SLC
- L1-Cache: 8 KB (WT/unified)
- L2-Cache: nicht vorhanden
- Bauform: MQFP-100 (Metal Quad Flat Package)
- Betriebsspannung (VCore): 3,3 V
- Erscheinungsdatum: Oktober 1991
- Fertigungstechnik: 1,2 µm, CMOS
- Die-Größe: 161 mm² bei 815.000 Transistoren
- Taktraten:
  - 16 MHz
  - 20 MHz
  - 25 MHz

### IBM 486SLC(2)
Der IBM 486SLC(2) ist eine um den 486er-Befehlssatz erweiterte Version des 386SLC basierend auf Cyrix-/Intel-386-Cores und besitzt gegenüber dem i486 einen auf 16 KB vergrößerten L1-Cache.
Eingesetzt wurde dieser Prozessor zum Beispiel in der ThinkPad-Reihe.
- pinkompatibel zu i386SX
- Datenbus: 16 Bit (intern 32 Bit)
- Adressbus: 24 Bit
- L1-Cache: 16 KB (WT/unified)
- L2-Cache: nicht vorhanden
- Bauform: PQFP mit 100 Pins
- Betriebsspannung (VCore): 3,3 V
- Eingeführt:
  - 486SLC: ?
  - 486SLC2: September 1992
- Fertigungstechnik: 0,7 µm (486SLC2)
- Die-Größe: 69 mm² bei ca. 1,35 Mio. Transistoren
- Multiplikator: 2 (486SLC2)
- Taktraten:
  - 16 MHz
  - 20 MHz
  - 25 MHz
  - 32 MHz (486SLC2)
  - 40 MHz (486SLC2)
  - 50 MHz (486SLC2)
  - 66 MHz (486SLC2)
  - 80 MHz (486SLC2)

### IBM 486DLC/DLC2/BLX/BLX2/BLX3 (Blue Lightning)

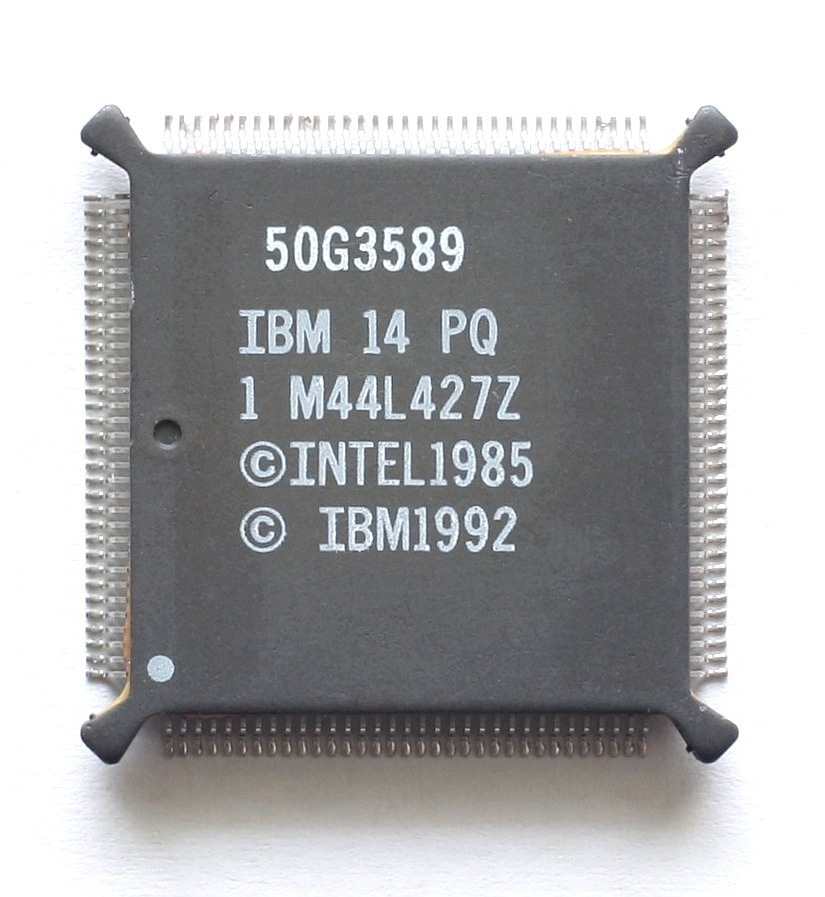
IBM 486DLC2.

Wie IBM 486SLC(2), jedoch mit 32-Bit-Datenbus, 32-Bit-Adressbus und Taktverdreifachung (BLX3).
Eingesetzt wurde zum Beispiel der 486BLX2 im ThinkPad 510Cs.
- Datenbus: 32 Bit
- Adressbus: 32 Bit
- L1-Cache: 16 KB (unified)
- L2-Cache: nicht vorhanden
- Bauform: PQFP mit 132 Pins
- Betriebsspannung (VCore): 3,3 V
- Eingeführt: 1993
- Fertigungstechnik: 0,8 µm
- Die-Größe: 82 mm² bei ca. 1,4 Mio. Transistoren
- Multiplikator: 2 (486DLC2/BLX2), 3 (486BLX3)
- Taktraten:
  - 15 MHz (486BLX)
  - 20 MHz (486BLX)
  - 25 MHz (486BLX)
  - 30 MHz (486BLX2)
  - 33 MHz (486DLC/BLX)
  - 40 MHz (486BLX2)
  - 45 MHz (486BLX3)
  - 50 MHz (486DLC2/BLX2)
  - 60 MHz (486BLX3)
  - 66 MHz (486DLC2/BLX2)
  - 75 MHz (486BLX3)
  - 100 MHz (486BLX3)